# Alexandre Calame
Alexandre Calame (Corsier-sur-Vevey, 28 mei 1810 - Menton, 17 maart 1864) was een Zwitsers kunstschilder.

## Biografie

### Afkomst en opleiding
Alexandre Calame was een zoon van Samuel David Calame en van Julie Borel. In 1834 trouwde hij met Amélie Müntz Berger, een muzieklerares. Hij groeide op in Cortaillod en later in Genève, waar zijn familie zich in 1824 vestigde. Hij leefde in zeer bescheiden omstandigheden en kon zijn schooltijd niet afmaken. Hij werd assistent in het wisselkantoor Diodati, dat voor hem vanaf 1829 een schildersopleiding betaalde in het atelier van François Diday. Na een opleiding van enkele jaren zou hij snel succesvol worden.

### Kunstschilder

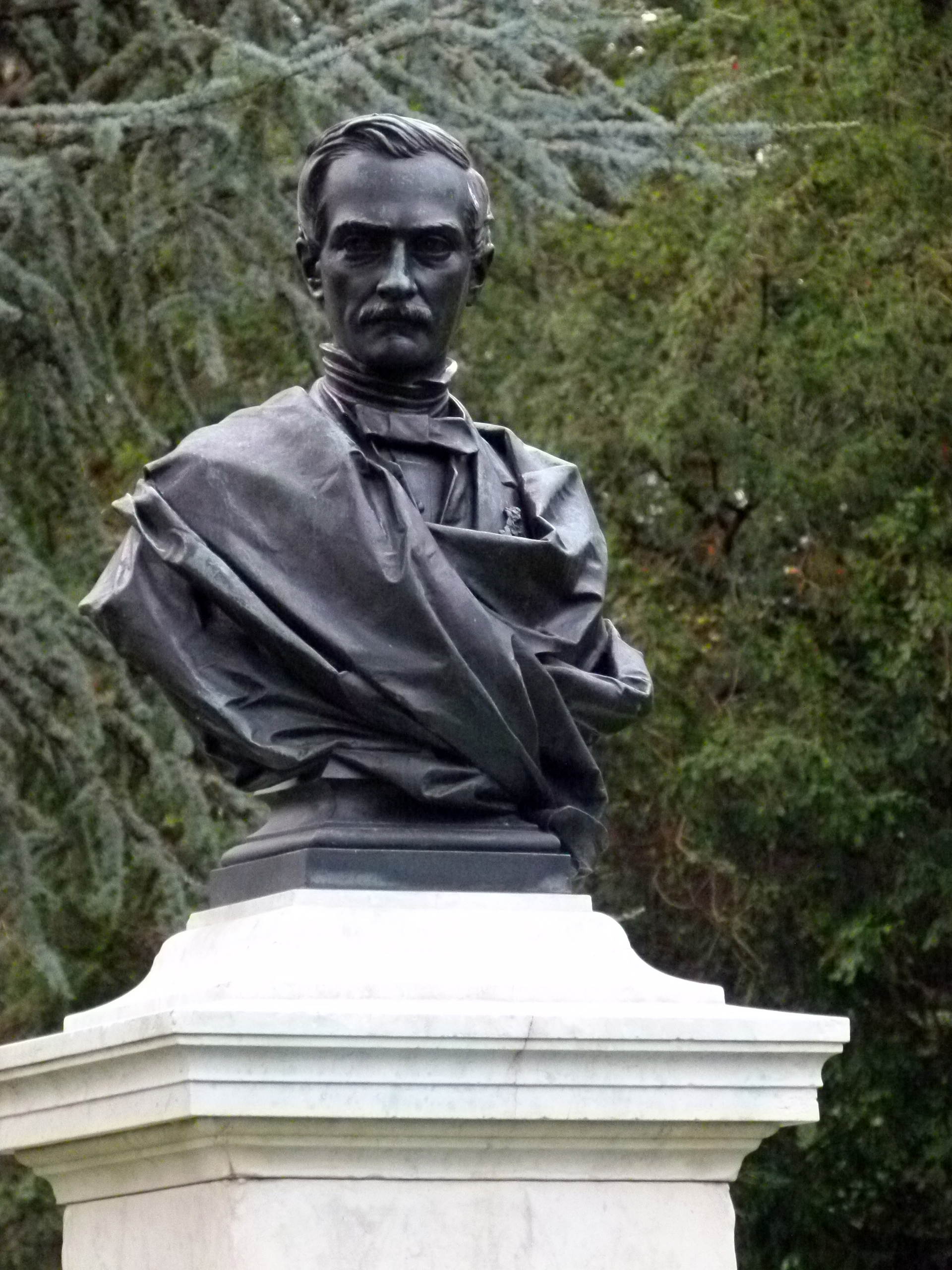
Buste van Alexandre Calame in de Jardin anglais in Genève.

In 1836 bestelde de kantonnale regering van Bern bij Calame het werk Vue prise à la Handeck. Vervolgens trok hij naar het buitenland en verbleef hij in Parijs en in Nederland, Düsseldorf en Keulen. In 1839 behaalde zijn werk Orage à la Handeck een prijs op het Salon du Louvre; het werk werd een pronkstuk van de Zwitserse romantische alpenschilderkunst.
Calame schilderde vaak grote werken met berglandschappen (welke meestal dramatisch geïnspireerd waren en sterke variaties in clair-obscur kenden), idyllische landschappen en meren. Als vurig en rigoureus calvinist verwerkte hij een ruime metafysische adem in zijn werken.
Net als die van Diday, zijn de onderwerpen van Calame erg populair en weet hij een internationaal cliënteel uit te bouwen. Hij exposeerde regelmatig op het Parijse salon, verbleef in Zuid-Frankrijk en reisde naast zijn Zwitserse excursies ook naar Italië (1844), Londen (1850), Duitsland (1852), België (1846 en 1852) en Nederland (1838 en 1846). In 1842 werd hij in Frankrijk onderscheiden in het Legioen van Eer voor zijn werk Chênes battus par l'orage. Daarnaast behaalde hij ook tal van andere onderscheidingen.
Calame stelde zijn atelier open voor meer dan 60 leerlingen uit de meest uiteenlopende landen, waaronder Gustave Castan en Charles DuBois-Melly. Zijn werken geraakte verspreid over talrijke Europese en Amerikaanse musea.

## Galerij

Paysage suisse, ca. 1830, National Gallery of Art, Washington D.C.
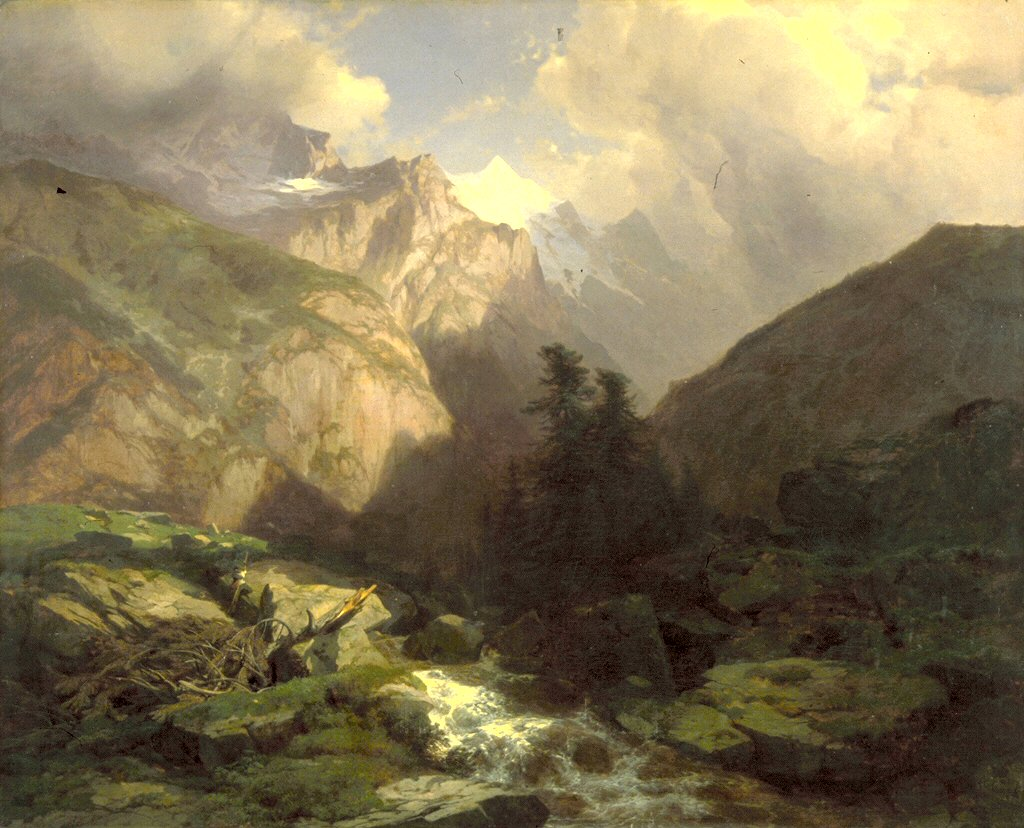
La Jungfrau, tussen 1853 en 1855, Walters Art Museum, Baltimore
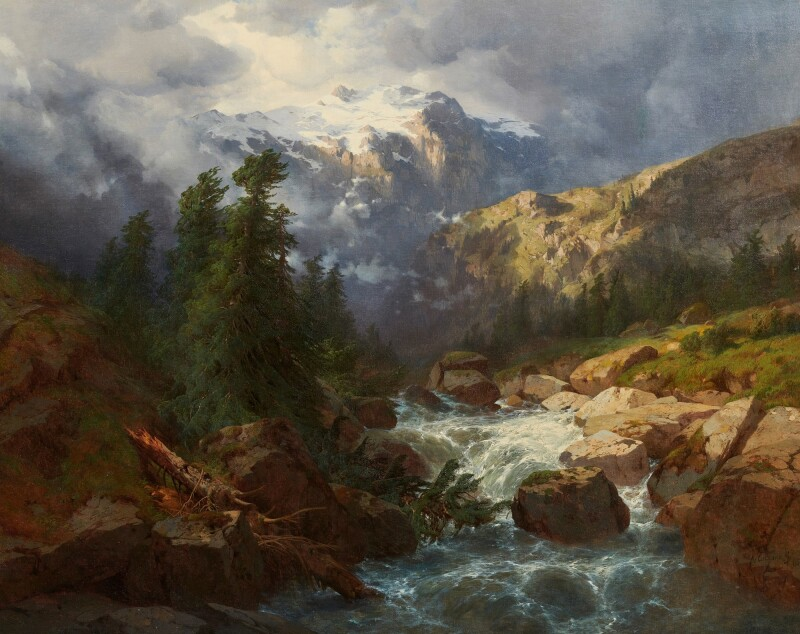
Souvenir de la Handeck, effet d'orage, 1858, privécollectie
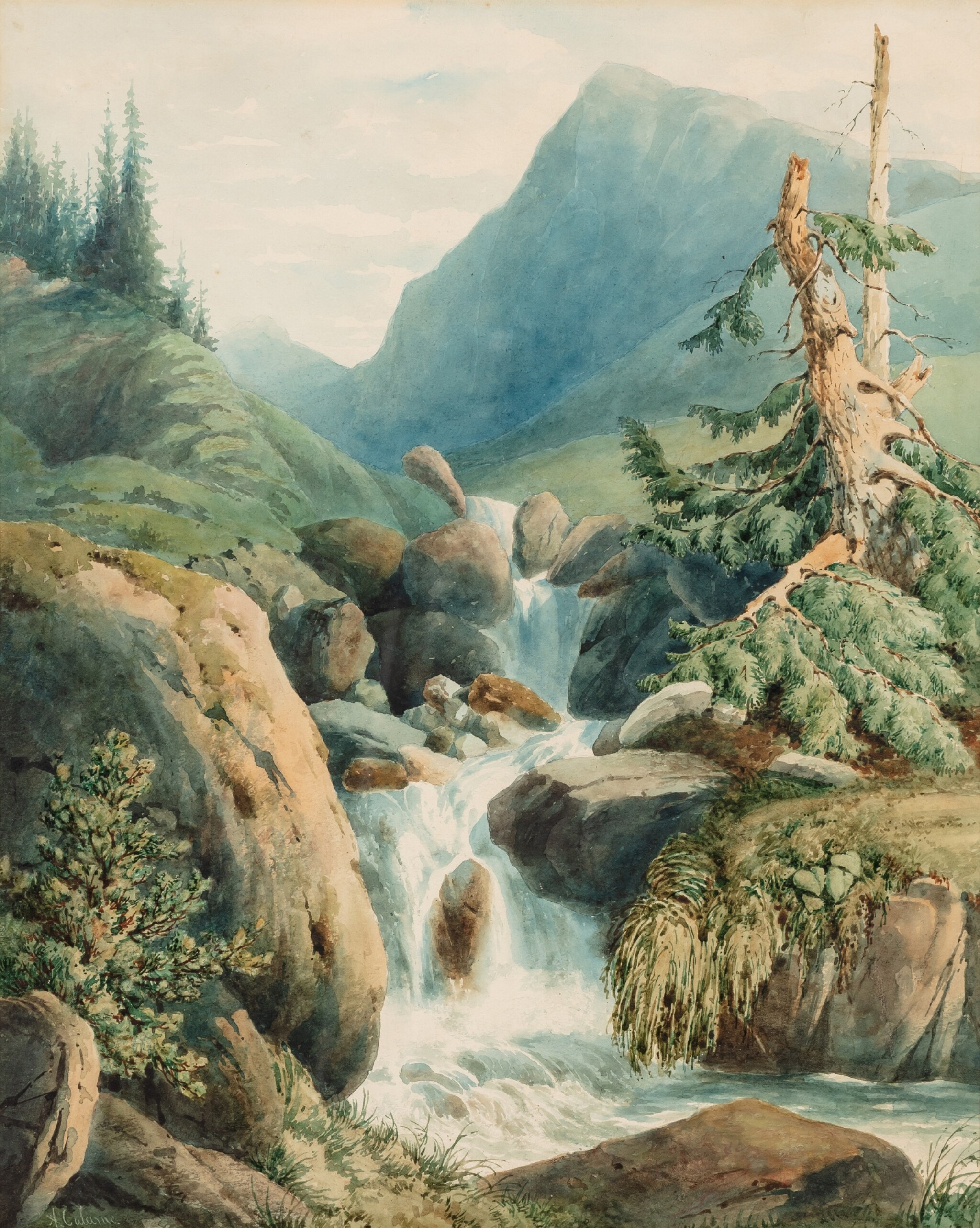
Torrent au Chamossaire, privécollectie
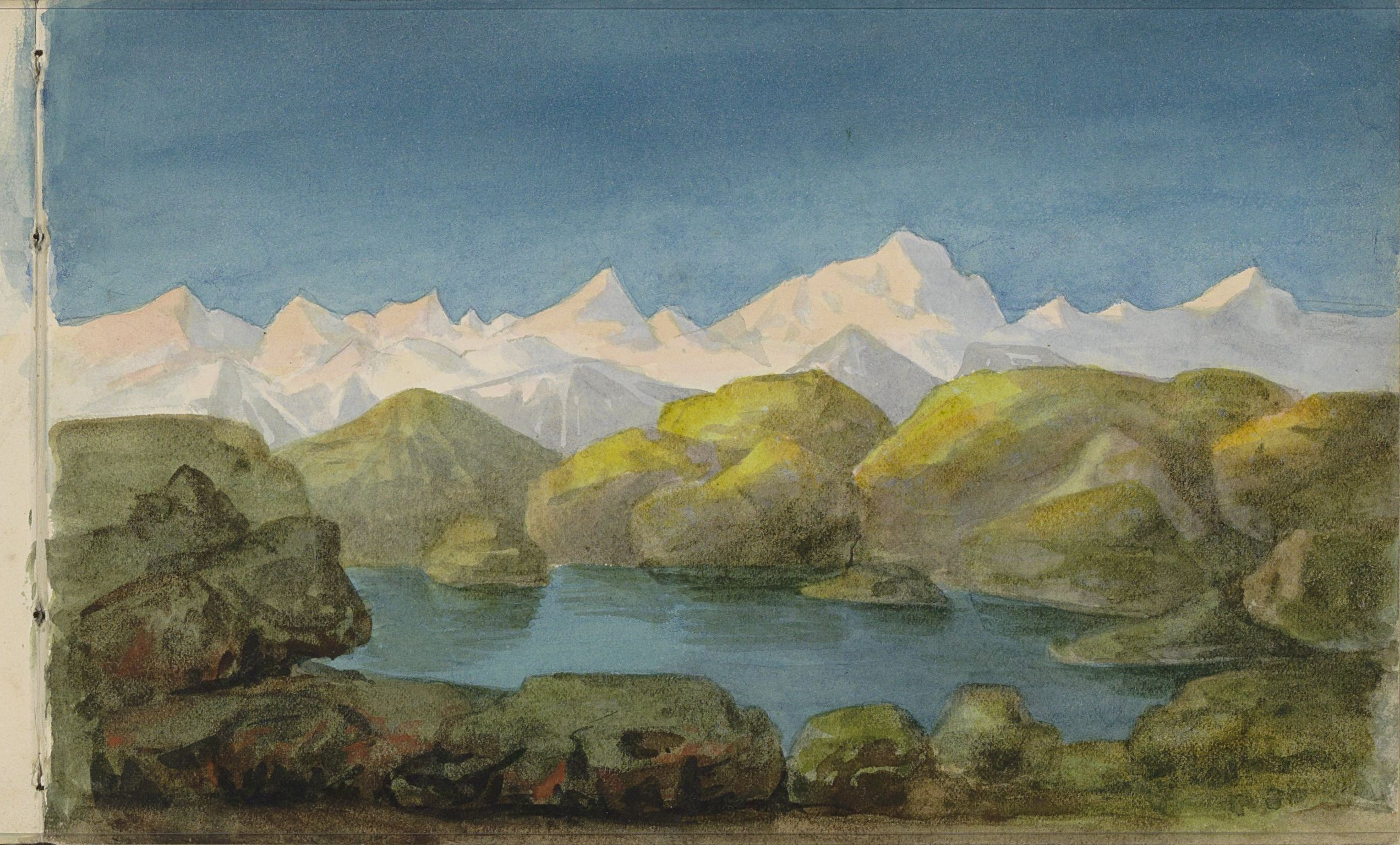
Gezicht op de Alpen, Rijksmuseum Amsterdam
In het Berner Oberland, Rijksmuseum Amsterdam
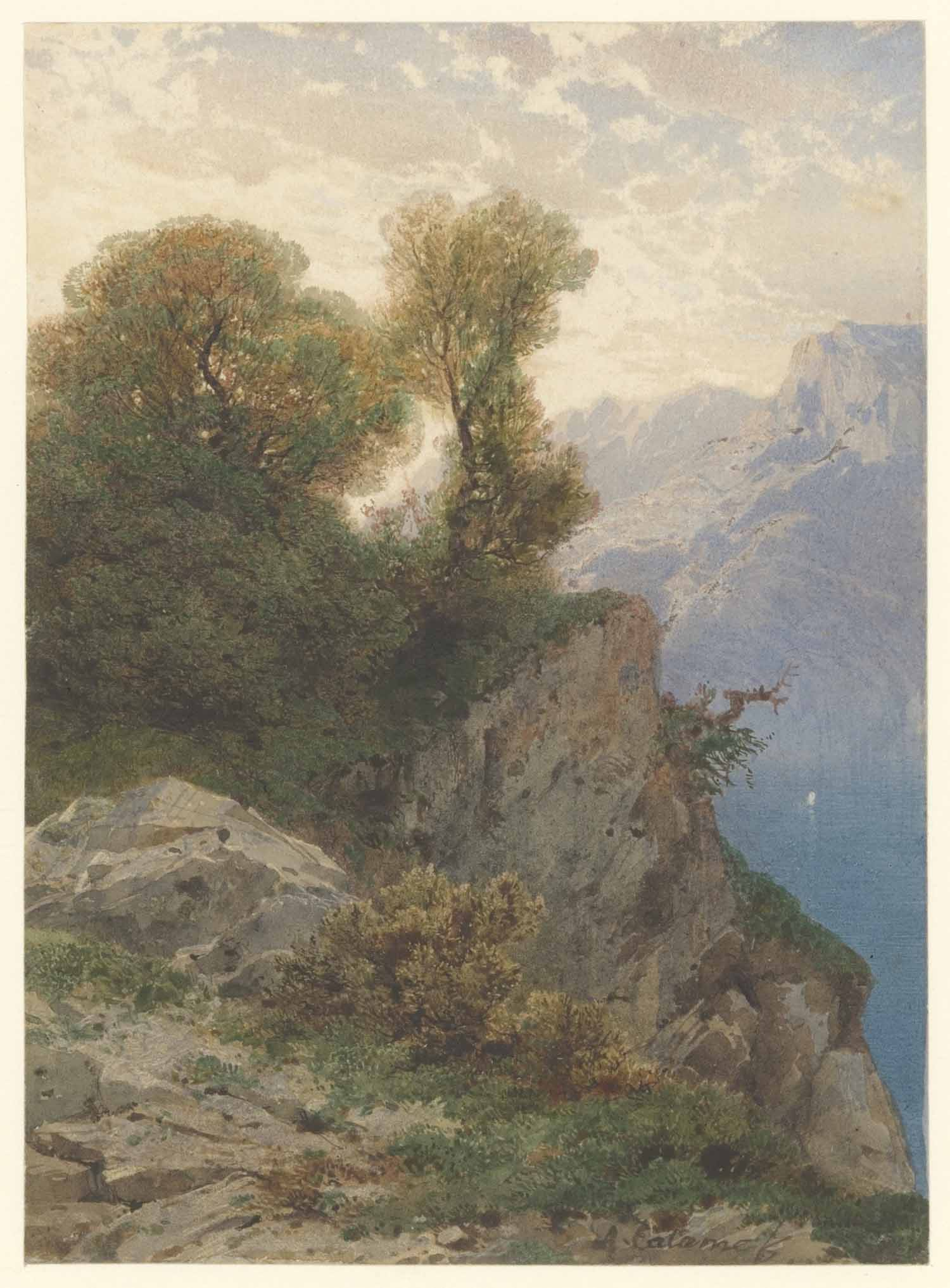
Een Zwitsersch landschap, Amsterdam Museum
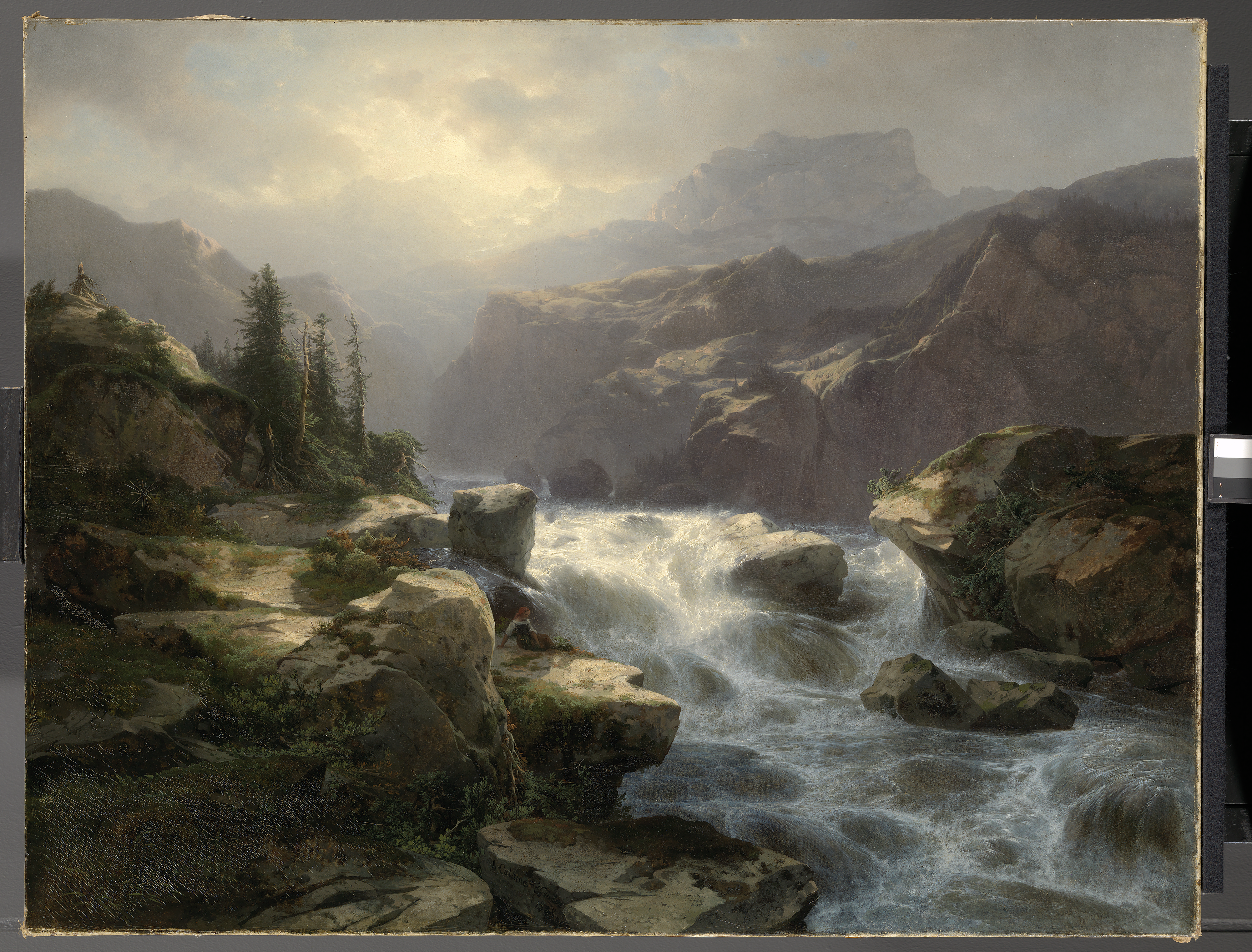
Waterval van de Handeck aan de Grimsel, Amsterdam Museum

## Onderscheidingen
- Legioen van Eer (1842)

- Biblioteca Nacional de España: XX1580676
- Bibliothèque nationale de France: cb12573331k (data)
- Gemeinsame Normdatei: 116430907
- Historisch woordenboek van Zwitserland: 021996
- International Standard Name Identifier: 0000 0001 1593 3661
- KulturNav: 1cccf595-4b3f-4872-a3b1-2bcf36b4e58c
- Library of Congress Control Number: n88617561
- Base Léonore: LH//408/70
- MusicBrainz: 40598ae3-55b6-4d19-b7c6-4b37ed9dc6a2
- Nationale Bibliotheek van Tsjechië: mzk2009512750
- Nationale bibliotheek van Australië: 35727827
- Nationale Bibliotheek van Israël: 987007278874505171
- Nederlandse Thesaurus van Auteursnamen: 069966974
- RKD-Nederlands Instituut voor Kunstgeschiedenis: 14748
- Istituto Centrale per il Catalogo Unico: BVEV137548
- SIKART: 4000036
- SNAC: w68m0fs6
- Système universitaire de documentation: 035050128
- Trove: 1060455
- Union List of Artist Names: 500023774
- Virtual International Authority File: 9966326
- WorldCat: E39PBJtH4rmk3P4KW9WTGKP84q